# Варзуга (річка)
Варзуга — річка на півдні Кольського півострова. Протікає з центральної частини півострова на південь. Впадає у Біле море.
Довжина — 254 км, сточище — 9840 км². У середній і нижній течії Варзуга порожиста. Найбільший поріг називається Падун і має три водоспади. Живлення річки снігове, весняні паводки піднімають рівень води на 2-2,5 м. Середньорічна витрата води — 77 м³/сек, наприкінці весни — до 300 м³/сек. Льодостав з жовтня по травень.
Бере початок у болотистій місцевості центральної частини Кольського півострова, на висоті понад 189 м над рівнем моря. У верхній течії має назву Мала Варзуга. Мала Варзуга проходить через озеро Варзузьке, має притоку Варзе та Варговий, після якого річка має назву Велика Варзуга. На висоті близько 146 м річка тече за 1,5 км від іншої великої річки Стрельни. На Великій Варзугі є поріг Падун. У річку на цій ділянці впадають річки і струмки Фомін, Юзія, Кічисара. Після Кічисари річка на карті позначається просто Варзуга. Далі у річку впадають річки Пана, П'ятка, Кочкома, Воєнга, Кривець, Япома, Мельга, Серга, Кица тощо. На річці понад трьох десятків порогів, серед них Ревуй, Юзія, Малий Ретун, Лівка, Котельня, Тюверенга, Япомський, Ареньзький , Сечетинський, Ораліха, Ведмідь, Сережний, Студенцов, Порокушка, Собачий, Койтургов, Клітна і Морський. У нижній течії, неподалік від гирла в річці є декілька островів, найбільші з них Вичанной Кур'ї і Сиговець. Велика частина течії річки є за Полярним колом. 